# Batelão lameiro
Um batelão lameiro é um tipo de navio não-mecânico ou embarcação que não se pode mover por si só, ao contrário de alguns outros tipos de barcaças, que é projetado para transportar materiais, como pedras, areia, solo e lixo, para despejar o mar, de um rio ou lago para a recuperação de terras.
Barcaças de funil são vistos em dois tipos distintos; barcos de funil ancinho ou caixa de funil. As barcaças de funil de ancinho podem se mover mais rápido do que a caixa de funis; eles são projetados para o movimento de comodidades secas e volumosas.
Existem vários "funis" ou compartimentos entre a frente e a ré da antepara de barcaça. No fundo da balsa de casco, é (são) também uma porta(s) grande(s) em "funil", a abertura para baixo. As portas estão fechadas enquanto a embarcação estiver em movimento, de modo que ela pode levar os materiais que estão a ser despejados. A Porta(s) abre-se quando o navio chegou ao local onde os materiais estão a ser despejados.
Dividir as barcaças, que servem o mesmo propósito, mas em vez de uma porta no casco inferior, o casco de toda a barcaça divide longitudinalmente entre o final das anteparas. O navio é composto de duas partes principais (metades a bombordo e metades a estibordo), e ambos são principalmente simétricos em feitio. Ambas as partes do navio são articuladas no convés e operados por hidráulicos cilindros. Quando a embarcação se divide a carga é despejado rapidamente, o que significa que a barcaça tem que ser muito estável, para não virar ou outra forma de ficar danificada.